# 阿尔努万二世
阿尔努万二世（英語：Arnuwanda II），新王国的赫梯国王。继承苏庇路里乌玛一世之位，在位不久死于瘟疫，由穆尔西里二世继位。